# Ma sœur est moi
Ma sœur est moi est un téléfilm français réalisé par Didier Albert et diffusé pour la première fois le 16 février 2009 sur TF1.

## Synopsis
Depuis huit ans, Julien gère l'entreprise familiale. Sa mère, Marie-Hélène, est dans le coma depuis plusieurs années et sa sœur a très vite déserté. Il ne restait donc plus que lui pour prendre la tête de la société. Mission dont il se serait bien passé... Le jeune homme ne supporte plus son travail, jusqu'au jour où Marie-Hélène se réveille. En pleine forme, celle-ci n'a qu'une idée en tête, voir sa fille. Injoignable, Julien décide alors de se glisser dans la peau de sa sœur Lucie, persuadé que c'est la seule solution pour ne pas faire rechuter sa mère.

## Fiche technique
- Scénario : Loïc Belland
- Dialogues :
- Production : Fabrice Bonanno, Christophe Dechavanne, Thibaut Van den bergh
- Musique : Stéphane Moucha
- Image : Dominique Brabant
- Montage : Anja Lüdcke
- Décors : Frédéric Duru
- Costumes : Sophie Goudard
- Durée : 90 minutes
- Pays :  France
- Date de diffusion : 16 février 2009 sur TF1

## Distribution
- Grégori Baquet : Julien & Lucie Ramo
- Caroline Gerdolle : Gabrielle
- Bernadette Lafont : Marie-Hélène
- Laurent Ournac : Lucas
- Juliet Lemonnier : Léa
- Philippe du Janerand : D'Alembert
- José Paul : Dr Constanza
- Laurence Colussi : Catherine
- Patrick Guillemin : Edgar Porsain
- Xavier Lotéguy : Mathieu Porsain